# Arachnopsita cavicola
Arachnopsita cavicola är en insektsart som först beskrevs av Henri Saussure 1897.  Arachnopsita cavicola ingår i släktet Arachnopsita och familjen syrsor. Inga underarter finns listade i Catalogue of Life.